# Micromus fuscatus
Micromus fuscatus is een insect uit de familie van de bruine gaasvliegen (Hemerobiidae), die tot de orde netvleugeligen (Neuroptera) behoort. 
Micromus fuscatus is voor het eerst wetenschappelijk beschreven door Nakahara in 1965.